# 现代美国动画
美國動畫或美式動畫是指美国出产的动画或具有卡通风格的动画。
基本上來講，美国动画具備抽象化的視覺效果和歌舞劇的成分。美国动画电影也被視為是电影艺术的一种，奥斯卡奖也會给美国动画颁奖。有时，一些情节较简单的美式动画也被称为“卡通”（cartoon）。
以整體而言，美國動畫向來具有喜劇和幽默要素，也有些是偏向於英雄主義。
美國動畫向來考量到電影分級制度，大多是老少咸宜，因此會避免色情和意識型態的成分，不過亦有作品是完全為成年人設計的。

## 作品例子
- 米老鼠
- 幸運兔奧斯華
- 新樂一通
- 加菲貓
- 大力水手卜派
- 貝蒂娃娃
- 湯姆貓與傑利鼠
- 彩虹小馬

## 美國動畫工作室
- 迪士尼 - The Walt Disney Company
- 華納兄弟 - Warner Bros. Entertainment Inc.
- 夢工廠 - DreamWorks Studios
- 汉纳-巴伯拉制片公司 - Hanna-Barbera Productions, Inc.
- 特纳
- 皮克斯 - Pixar Animation Studios
- Dic Entertainment
- 孩之寶

## 外部連結
- 迪士尼官方網頁 （页面存档备份，存于）（英文）